# Capheris oncka
Capheris oncka là một loài nhện trong họ Zodariidae.
Loài này thuộc chi Capheris. Capheris oncka được George Newbold Lawrence miêu tả năm 1927.